# Central Intelligence
Central Intelligence ist eine US-amerikanische Actionkomödie aus dem Jahr 2016 von Regisseur Rawson Marshall Thurber, die am 16. Juni 2016 in die deutschen, österreichischen und deutschsprachigen Schweizer Kinos kam.
In den Hauptrollen sind Dwayne Johnson, Kevin Hart und Amy Ryan zu sehen. Der Film erzählt die Geschichte von Calvin Joyner, der gegen seinen Willen von seinem ehemaligen Schulkameraden Robbie aus seinem Alltag gerissen und in eine gefährliche Mission verwickelt wird.

## Handlung
Calvin Joyner führt ein ganz normales Leben als Buchhalter und ist mit seiner High-School-Liebe Maggie verheiratet. Allerdings ist er mit seinem Leben unzufrieden, weil jeder ihm 20 Jahre zuvor beim Verlassen der High School eine große Karriere vorausgesagt hatte. Auch in der Ehe mit Maggie gibt es Probleme. Kurz vor der Jubiläumsfeier erhält Calvin bei Facebook eine Kontaktanfrage von Robbie, einem ehemaligen Mitschüler, der sich jetzt Bob Stone nennt. Robbie war früher stark übergewichtig und wurde in der Schule gehänselt. Calvin, der nicht ahnt, was aus Robbie geworden ist, verabredet sich mit ihm in einer Bar.
Bei dem Treffen stellt sich heraus, dass Bob stark abgenommen hat und aussieht wie ein Fitnesstrainer, weil er die letzten 20 Jahre hart trainiert hat. Als es zu einer Auseinandersetzung mit anderen Gästen der Bar kommt, stellt sich heraus, dass Bob auch extrem gut kämpfen kann. Bob verehrt Calvin, weil er ihm damals aus einer peinlichen Situation geholfen und ihn nicht wie die anderen Mitschüler gehänselt hat. Bob bittet Calvin um Hilfe bei einem angeblichen buchhalterischen Problem und um einen Übernachtungsplatz. Gemeinsam schauen sie sich online Bobs Transaktionskonto an. Am nächsten Morgen ist die CIA in Calvins Haus und sucht nach Bob, der aber bereits verschwunden ist. Unter der Leitung von Pamela Harris wird Calvin befragt und erfährt, dass Bob ein ehemaliger Agent der CIA sei, der Geheim-Codes gestohlen und seinen Partner umgebracht haben soll. Bob hingegen stellt es so dar, dass ein Unbekannter seinen Partner Phil ermordet hat und es ihn hätte treffen sollen. Calvin ist schockiert und unsicher, wem er Glauben schenken soll.
In der Folge kommt es zu mehreren Verhaftungsversuchen durch die CIA, bei denen Bob immer wieder entkommen kann, teilweise unter unfreiwilliger Mithilfe von Calvin. Nach einigen Situationen, in denen Bob immer wieder beharrlich zu Calvin zurückgekehrt ist, ist Calvin zunehmend überzeugt, dass Bob die Wahrheit sagt. Aus Angst vor der CIA liefert er Bob jedoch aus. Als Harris beim Verhör unlautere Methoden anwendet, ändert er aber wieder seine Meinung und verhilft Bob zur Flucht.
Gemeinsam machen sie sich auf, um die Transaktions-Codes zu übergeben und dabei den wahren Hintermann zu enttarnen. Bei der Übergabe kommt es zum Showdown, bei dem auch die CIA wieder auftaucht und es so aussieht, als sei Harris selbst die Verräterin. Nachdem Calvin aber von Bob angeschossen wird, scheint Bob wieder der Verräter zu sein, doch dann taucht der tot geglaubte Partner Phil auf und gibt sich als eigentlicher Verkäufer der Codes zu erkennen. Calvin schwankt wieder, wer der wirkliche Böse ist und bringt die Codes an sich. Er wird von beiden gestellt und es entbrennt ein Kampf zwischen Bob und Phil, bei dem Calvin nunmehr Bob anschießt und so Phil zur Oberhand verhilft. Dieser glaubt, gewonnen zu haben und gibt sich zu erkennen: Er habe die Codes gestohlen und seinen Tod nur vorgetäuscht, um untertauchen zu können und Bob als Täter dastehen zu lassen. Ein letztes Mal schwenkt Calvin um und trickst den Verräter Phil aus, worauf dieser von Bob tödlich verletzt von einer Brücke gestoßen wird und Bob rehabilitiert ist.
Gemeinsam geht es am Ende zum Klassentreffen, wo Bob seine Jugendliebe Darla wieder trifft. Auch Calvin, der viel an Selbstbewusstsein gewonnen und von Harris einen Job bei der CIA bekommen hat, führt mit Maggie eine glückliche Ehe.

## Synchronisation
Die deutschsprachige Synchronisation entstand bei der FFS Film- & Fernseh-Synchron in Berlin nach einem Dialogbuch von Marius Clarén, der auch die Dialogregie übernahm.
| Rolle              | Schauspieler       | Synchronsprecher  |
| ------------------ | ------------------ | ----------------- |
| Calvin Joyner      | Kevin Hart         | Leonhard Mahlich  |
| Bob Stone          | Dwayne Johnson     | Ingo Albrecht     |
| Pamela Harris      | Amy Ryan           | Sabine Falkenberg |
| Maggie Joyner      | Danielle Nicolet   | Ursula Hugo       |
| Trevor             | Jason Bateman      | Tobias Kluckert   |
| Phil               | Aaron Paul         | Marcel Collé      |
| Steve              | Ryan Hansen        | Timmo Niesner     |
| Stan Mitchell      | Tim Griffin        | Sven Gerhardt     |
| Nick Cooper        | Timothy John Smith | Oliver Siebeck    |
| Schuldirektor Kent | Phil Reeves        | Bodo Wolf         |
| Darla              | Melissa McCarthy   | Anke Reitzenstein |
| Käufer             | Thomas Kretschmann | Thomas Nero Wolff |

## Rezeption
Der Film erhielt gemischte Kritiken. Bei Metacritic erhielt der Film einen Metascore von 52/100 basierend auf 35 Rezensionen. Die Zuschauer bewerteten den Film mit 6,5 Punkten von 10. Bei Rotten Tomatoes waren 71 Prozent der 188 Rezensionen positiv; die durchschnittliche Bewertung lag bei 5,8/10.
Das Lexikon des internationalen Films meint, Central Intelligence sei eine „launige Agentenfilm-Parodie, die sich größtenteils mit ambitionsloser Routine zufriedengibt. Ihre besseren Momente verdankt sie fast ausschließlich dem gegensätzlichen Darstellerpaar.“
Christian Horn bewertet den Film auf Filmstarts mit 3 von 5 möglichen Punkten und resümiert: „Solide, kurzweilige Buddy-Actionkomödie mit dem ungleichen Duo Dwayne Johnson und Kevin Hart in Spiellaune.“